# Governo móvel
Governo móvel ou M-gov, é o conceito e-gov (Governo eletrônico), estendido às plataformas de comunicação móvel. São serviços do governo para o cidadão oferecidos através de celulares e palms, ou seja, é também chamado como o acesso a serviços e informações públicas via dispositivos móveis ou smartphones.
Permitem maior transparência do governo na prestação de contas, e facilidade para o cidadão na consulta de informações. Exemplo, consulta a multas pelo celular oferecido pelo Estado do Piauí, no Brasil
No Brasil, um estado que utiliza este conceito é o Alagoas.
Com a prestação de serviços móveis do tipo: Cosulta ao Banco de Dados do DETRAN, fazendo com que o usuário usufrua de informações do seu veículo com a inserção apenas da placa do carro. Consultas a CNH com a inserção do CPF. Outros serviços como segurança cidadã, onde o cidadão poderá informar se o carro pelo qual foi consultado é roubado ou se possui pagamentos atrasados do seu antigo dono. Consulta ao Sistema de Protocolo, onde o cidadão poderá saber como estão os trâmites legais do seu protocolo. E a central de informações, com o uso do RSS.
Também a Prefeitura de Porto Alegre tem um projeto na área, o "Porto Alegre Móvel", onde acessando o site da Prefeitura em um dispositivo móvel (www.portoalegre.rs.gov.br) é possível ter acesso a notícias e serviços ao cidadão.

## Exemplo de aplicativo móvel criado pelo Governo Federal
Um aplicativo de grande utilidade para o público criado pelo Governo Federal brasileiro é o APP (aplicativo) 'Meu INSS' que é uma 'central de serviços do Instituto Nacional do Seguro Social', nele é possível acessar serviços do INSS, como simular aposentadoria, dar entrada em benefícios, agendar perícias e consultar extratos de pagamentos, o status das solicitações, a carta de concessão do benefício, entre outros.
A plataforma pode ser acessada pelo computador ou pelo celular (Android ou IOS). Para acessar basta digitar o endereço meu.inss.gov.br no Google, ou instalar o aplicativo Meu INSS no seu celular.
O Meu INSS está integrado ao Gov.Br, um cadastro que oferece um ambiente virtual de cadastro único aos serviços públicos do Governo. Ou seja, com um único usuário e senha, você pode utlizar todos os seviços públicos digitais que também estejam no Gov.Br. Entre os principais serviços estão a possibilidade de pedir aposentadoria pelo celular, acessar extratos de pagamento e contribuição, agendar perícias, pedir pensão e acessar o informe se rendimentos para a declaração do Imposto de Renda. E entre outras soluções mais simples, estão um mapa de localização de âgencias do INSS e um simulador de aposentadoria.
Para criar o cadastro no Meu INSS no site ou aplicativo é preciso informar os seguintes dados: número do seu CPF, nome completo, data e local onde nasceu e nome completo da mãe. Em sua plataforma há mais de 90 serviços diferentes, sendo tais serviços disponíveis:
- Consulta de benefícios
- Inscrever se no INSS
- Comunicação de acidente de trabalho
- Agendar perícia
- Aposentadoria por idade
- Aposentadoria por tempo de contribuição
- Salário maternidade
- Pensão por morte
- Auxílio-doença
- Agendar prova de vida
- Benefícios assistenciais
- Certidão de tempo de contribuição
- Alterar local e forma de pagamento
- Cadastrar ou renovar procuração ou representante legal
- Solicitar pagamento de benefício não recebido
- Recurso e revisão

Um aplicativo muito útil que facilita a vida das pessoas que buscam os serviços citados acima é primordial, pois todos esses serviços podem ser solicitados sem sair de casa na palma da nossa mão. Por se tratar de um aplicativo de importância para aposentados, algumas pessoas idosas que não tem acesso e/ou conhecimento de tecnologia terá/ tem dificuldade em relação ao seu uso, como também existem pessoas que não tem conhecimento sob a existência de tal aplicativo. Ademais, informações são sempre úteis para as pessoas, sempre manter informados as pessoas aposentadas, facilitará sua vida.

## Governo Eletrônico e  Governo Móvel
O e-gov e o Governo Móvel não são atividades distintas. O e-gov engloba todo o uso de tecnologias nos serviços destinados a população além de tornar mais simples e eficazes as atividades do governo. O m-gov surge como um complemento ao e-gov, ele se utiliza das tecnologias móveis como telefones celulares, tablets e equipamentos com suporte wi-fi e Bluetooth para realizar serviços do governo.
O m-gov não chega para substituir o governo eletrônico, os dois se complementam. O m-gov se torna mais prático devido ao fato dos dispositivos móveis serem mais acessíveis do que os computadores de mesa, por causa do menor custo e por estar sempre ao alcance de todos.

## Benefícios do Governo Móvel para o Governo
A utilização de tecnologia móvel proporciona um aumento de qualidade significativo dos serviços prestados pelo Governo.
- Alcance mais amplo: A penetração da telefonia móvel permite que o governo se aproxime de grupos  que antes eram mais difíceis de serem alcançados, como os idosos, pessoas com deficiências e cidadãos que vivem em áreas remotas.
- Mobilidade e onipresença: O cidadão pode acessar de qualquer lugar e a qualquer hora usando usando redes sem fio por meio de seus dispositivos móveis.
- Aumento da democracia: O Estado fica  ciente com maior facilidade das opiniões e anseios da população. Além de aumentar a responsabilidade e transparência do Governo, tornando possível uma maior participação do cidadão no desenvolvimento de políticas públicas e tomadas de decisão.
- Governo Verde habilitado: O uso de papel será reduzido graças ao aumento no uso dos dispositivos móveis. No entanto, baterias de telefones celulares são um mal para o meio ambiente. Por isso é preciso encontrar soluções para esse problema, nem que seja para garantir o descarte adequado.[4]